# セント・エドムント教会 (ウートン)
セント・エドムント教会（セント・エドムントきょうかい、英: St. Edmund's Church, Wootton）は、ワイト島のウートンブリッジに位置するイングランド国教会の教区教会である。

## 歴史
この教会は中世にまで遡る。
現在は同じ小教区に聖マルコ聖堂があるが、中世時の教区は、現在はウートンブリッジの大規模な集落になっている小規模な部分にしかすぎなかった。チラートンには小教区が分離した部分があったのである。
教会境内には第一次世界大戦における王立ハンプシャー連隊の墓地や記念碑に関する記録を管理しているコモンウェルス戦争墓地委員会がある。

## オルガン
1869年にまで遡れるパイプオルガンは元はと言えばフレッシュウォーター近くのノートングリーンにあるセント・アンドリュー教会に設置されていた。教会が必要なくなったために1980年代初頭にこの場所に移された。オルガンの仕様は国内パイプオルガン登録簿で見つけることができる。